# St. Theonest (Mainz)

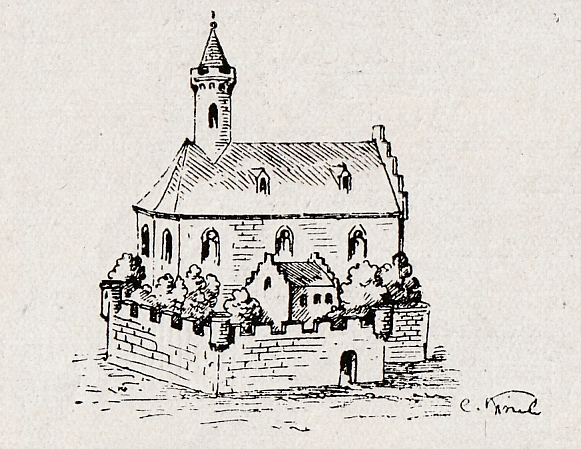
St. Theonest, Zeichnung von Franz Bodmann 1802 nach einer Vorlage des 16. Jh. Das Bild zeigt eine Kirche mit Wehrmauer, wie sie bei Kirchen auf dem freien Feld üblich war, aber auch innerhalb eines Stadtgebiets möglich war.

Die Theonestkapelle (auch St. Theonest oder St. Theomast) war eine mittelalterliche Kapelle im Mainzer Gartenfeld (heute Stadtteil Mainz-Mombach), die 1595 niedergelegt wurde. Archäologische Funde gibt es bisher nicht.

## Geschichte
Seit 791 ist eine Theonestkapelle im Mainzer Gartenfeld in einer Fuldaer Schenkungsurkunde nachgewiesen. Sie befand sich an dem Ort, der als „Dimesser Ort“ bekannt war und zur Zeit der Römer eine Siedlung betuchter Mainzer Bürger war. Die Forscher vermuten, dass die Bezeichnung „Dimesser Ort“ auf diese Kapelle zurückgeführt werden kann. Heute ist der Ort als „alter Zollhafen“ des Stadtteils Mombach bekannt. Tatsächlich befand sich dort auch ein spätrömisches Gräberfeld. In unmittelbarer Nachbarschaft standen die Kirchen St. Peter und St. Clemens. Alle drei Kirchen könnten bereits in spätrömischer Zeit existiert haben. Nachweise gibt es nicht.
Als der Mainzer Erzbischof Friedrich von Lothringen 944 das Stift St. Peter gründete und hierfür eine neue Klosteranlage direkt an der Stadtmauer von Mainz erbaute, wurden die Kirchen St.Theonest und St. Clemens dem Stift als Güter übertragen.
Im Jahr 1303 wurde ein Klausner durch eine Stiftung eines Vikars Arnold beauftragt, für Feuer und Wasser zu sorgen, wenn eine Messe in St. Theonest gehalten wurde.
1420 gewährte Papst Marin V. für die Wiederherstellung der verfallenen Kapelle St. Theonesti einen Ablassbrief. Da 1482 ein neuer Eremit mit dem Namen Niklas Herotvoln am 13. Dezember eingesetzt wurde, scheint der Wiederaufbau der Kapelle stattgefunden zu haben.
1501 entschied das Mainzer Stift St. Peter, dass an jedem 6. Sonntag ein Geistlicher des Stifts St. Peter in St. Theonest eine Messe halten soll.
1505 bekam die Kirche einen neuen Hochaltar zu Ehren des Heiligen Alban, Theonestus, Servatius, Martinus und Antonius, der von Weihbischof Johannes Monster geweiht wurde.
Laut Falck wurde die Pfarrkirche St. Theonest im Dorf Mombach (heute Stadtteil von Mainz) 1595 beseitigt, weil sie baufällig geworden war.

## Der heilige Theonest
Theonest soll Anfang des 5. Jahrhunderts mit dem späteren heiligen Alban nach Mainz gekommen sein. Er übernahm vermutlich vorübergehend das Bischofsamt, als der amtierende Bischof Aureus vor den Arianern fliehen musste aber später wieder zurückkehrte. Daher wird er nicht in der Bischofsliste von Mainz aufgeführt. Um sein Leben und Tod ranken verschiedene Legenden.